# 丘祺
丘祺（15世紀—15世紀），字元吉，江西廣信府貴溪縣人，明朝政治人物。

## 生平
丘祺是正統六年（1441年）辛酉科江西鄉試舉人，授處州府通判，當地人民依山盜礦，官員越理越亂，因而連年聚集不散，他說：「這可以談笑解決。」單騎前往賊人巢穴，對方望風解散，說：「丘公真知我心。」朝廷得悉後特擢為處州府知府，保留十六年，以他久不赴京入朝被黜，有千多人為他上京求情亦無回應，處州人為他建祠祭祀，他為官清廉，剩餘俸祿只用來擴建家室，與兄弟五人同居及均分財產。

## 家族
子丘珮；孫丘九仞，正德十六年進士；曾孫丘民范，嘉靖二年進士。

## 引用
1. 1 2  同治《貴溪縣志·卷八·人物》：邱祺，字元吉，正統辛酉鄉薦，任處州通判，處民依山盜礦，當事者治而棼之，因嘯聚連年不散，祺曰：「是可談笑解耳。」單騎往，賊望風解去，曰：「邱公攻我心矣。」事聞特擢知本府事，保留十六年，以久不赴闕例被黜，時叩閽而訴者千餘人不報，處民建祠祀焉，祺為官清約，俸羨僅構數楹，與兄弟五人同居均產，亦世所難。 《闡幽錄》
2. ↑  龚延明主编. . 宁波: 宁波出版社. 2016. ISBN 978-7-5526-2320-8. 《天一閣藏明代科舉錄選刊.登科錄》之《正德十六年辛巳科進士登科錄》
3. ↑  龚延明主编. . 宁波: 宁波出版社. 2016. ISBN 978-7-5526-2320-8. 《天一閣藏明代科舉錄選刊.登科錄》之《嘉靖二年癸未科進士登科録》